# Esjon-Geber
Esjon-Geber (Klassiek Hebreeuws: עֶצְיֹן גֶּבֶר, Etzyon Gever) was een plaats nabij de huidige stad Eilat. Het viel onder het bestuur van de Edomieten. Na de verovering van Israël onder koning David viel Edom onder Israëlisch gezag. Sindsdien is de stad belangrijk voor de schepenbouw en handel. Het plaatsje is nu weg en de precieze locatie is onbekend.

## Geschiedenis
In Numeri 33:35-36 is het een van de plaatsen waar de Israëlieten tijdens hun woestijntocht hun kamp opsloegen voordat ze het land Kanaän binnengingen.
1 Koningen 9:26 zegt dat koning Salomo een vloot bouwde in de haven bij Esjon-Geber. Tijdens zijn bewind werd het plaatsje belangrijk voor de handel. De schepen van Salomo en Hiram voeren vanaf hier naar Ofir. Daarnaast werd vanuit deze stad handel gevoerd met landen aan de Rode-Zee en landen aan de Indische Oceaan.
Koning Ezarja herbouwde volgens 2 Koningen 14:22 de stad Eilat. Esjon-Geber lag bij de noordpunt van de golf van Akaba.